# 사랑은 보이지 않는다
《사랑은 보이지 않는다》는 2001년 6월 29일에 MBC에서 방영한 베스트극장이다.

## 줄거리
조율사인 동민(최민용 분)은 출장 길에 시각장애인 음대생 희주(추소영 분)를 만난다. 희주는 자신을 도우러 파견된 자원봉사자로 동민을 착각하고, 얼떨결에 자원봉사자가 된 동민은 희주의 바깥 생활에 동행하며 점차 가까워진다. 희주는 시력을 잃은 후 해외로 나간 애인 영재(김승수 분)의 메일을 받는 것이 유일한 낙이다. 동민이 봉사자가 아님을 알게 된 희주는 자신을 동정할 필요는 없다며 등을 돌린다.

## 등장 인물

### 주요 인물
- 최민용 : 동민 역
- 추소영 : 희주 역

### 그 외 인물
- 김승수 : 영재 역
- 신귀식
- 권병길
- 최용민
- 정한헌
- 김나운 : 희주의 언니 역
- 윤용현
- 최영재
- 정이란
- 한미진
- 유진수 (아역)